# Джельсоміно в Країні брехунів
«Джельсоміно у Країні брехунів» (італ. Gelsomino nel paese dei bugiardi) — казка Джанні Родарі, яка була опублікована вперше 1959 року.

## Сюжет
Хлопчина Джельсоміно (італійською це ім'я означає «жасмин») від народження наділений незвичайно гучним голосом, здатним руйнувати стіни, але від цього дару — суцільні неприємності. Недовірливі сусіди не дають Джельсоміно спокою; одні з них вважають його добрим чарівником, інші — злим чаклуном. Одного дня Джельсоміно вирушає мандрувати світом у пошуках щастя й потрапляє до фантастичної Країни брехунів.
Джельсонімо спершу не помічає різниці, але підозрює, що там щось негаразд, коли в крамниці йому продають чорнило замість хліба. Потім він випадково оживлює своїм голосом намальованого кота Шкандибчика (в оригіналі Цоппіно) та знайомиться зі справжнім котом Дружком (Джельсоміно зауважує, що це собача кличка). Джельсоміно дізнається від Шкандибчика, що владу в країні захопив пірат Джакомоне. Разом зі своєю бандою він наказав, аби всі в країні, навіть тварини, постійно брехали. Спершу пірат змінив значення слів. Наприклад, «пірат» стало означати «чесна, порядна людина», замість «доброго ранку» стали вітатися «доброго вечора» і т. д. Кішкам стало велено гавкати, собакам — нявкати; коні мукають, а корови — іржуть. Діти у школі вчать таблицю множення «догори ногами». Художник має малювати коня з тринадцятьма ногами, верблюда з п'ятьма горбами та портрети з шістьма очима й трьома носами. В ходу тільки фальшиві монети, а про всі події люди дізнаються з газети «Витончений брехун», повної вивернутих фактів і хибних повідомлень.
Разом з котами Джельсоміно вирішує підглянути за Джакомоне. Вони виявляють, що король-самозванець дуже цінує свій справжній піратський одяг і носить перуку. Шкандибчик лишає написи «Король Джакомоне носить перуку», які дуже дивують людей. Вони сміються з короля, а той призначає велику нагороду за автора написів. Кіт робить новий напис, але помічає, що оскільки він намальований кіт, то поступово стирається. Невдовзі Джакомоне знайомиться з тіткою Кукурудзою, чия племінниця Ромолетта і намалювала Шкандибчика. Кіт вчить її кошенят нявкати, хоча спершу боїться.
Незабаром у Джельсоміно й Шкандибчика з'являються нові друзі: художник Бананіто, котрий малює все перебільшеним, маестро Домісоль і дід Бенвенуто Ніколи-Не-Сідай, який старіє, коли сидить, тому постійно чимось зайнятий. Почувши голос Джельсоміно, Домісоль вирішує взяти його на роботу в театр. Гучний голос Джельсоміно збиває з голови короля перуку і всі бачать, що він лисий, але бояться про це говорити. Та від співу театр розвалюється, хлопчина ховається від розлюченого Домісоля в Бананіто. Він радить художнику малювати правдиві картини і оживлює їх своїм голосом. Так вони отримують усе, щоб жити без скрути. Начальник поліції, дізнавшись про це, вимагає аби художник намалював для нього золото. Король випереджає його та забирає до себе, щоб Бананіто малював звірів для зоопарку, а потім різну їжу. Проте коли в художника просять щось зобразити, доводиться казати те, що справді потрібно. Таким чином люди заново вчаться казати правду. Коли Бананіто відмовляється малювати зброю для королівського генерала, його кидають до в'язниці.
Посіпаки короля хочуть спіймати кошенят, які нявкають, бо інші тварини навчилися від них говорити так, як їм насправді належить. З газети Джельсоміно довідується, що тітку Кукурудзу та Ромолету кинули до божевільні, бо вони стверджували, що їхні кошенята нявкають. Шкандибчик визволяє Бананіто, який ховається у візку Бенвенуто. Штовхаючи візок, Бенвенуто стомлюється і засинає, через що старіє і помирає.
Джельсоміно користується своїм чудесним голосом, аби зруйнувати всі двері та ґрати в божевільні, тим самими звільнивши тітку Кукурудзу та Ромолетту та всіх інших, кого там несправедливо утримували. Люди славлять Джельсоміно, перестають читати газету «Витончений брехун». Придворні, налякавшись, тікають, а король Джакомоне переодягається в звичайного жителя, щоб його не впізнали. Йому вдається покинути країну, в якій Джельсоміно вирішує лишитися.